# Maison Palander (Hämeenlinna)
Pour les articles homonymes, voir Maison Palander (Tampere).
La Maison Palander (en finnois : Palanderin talo) est un musée situé dans le quartier de Koilliskulma à Hämeenlinna en Finlande.

## Présentation
La maison Palander un musée dont le but est de décrire le mode de vie de la bourgeoisie de la classe moyenne dans la ville au début du XXe siècle.
La maison de Palander est située en plein centre-ville, dans le pâté de maisons voisin du lycée d'Hämeenlinna.
Ouvert en 1995, elle est gérée par le musée municipal d'Hämeenlinna.
La maison est construite dans les années 1860 pour le capitaine Anselm Grahn.
La maison porte le nom de l'un de ses locataires bien connus, Edvard Wilhelm Palander.
Edvard Wilhelm Palander et sa famille a vécu dans la maison de 1884 à 1904.
En 1906, les Palanders ont finnicisé leur nom en Suolahti et ont donné naissance à la famille Suolahti importante dans l'histoire finlandaise.